# Beatrice Atim Anywar
Beatrice Atim Anywar, känd som Mama Mabira, född 1964 i Kitgum, är en ugandisk politiker och parlamentsledamot för oppositionspartiet FDC, samt miljöminister i skuggregeringen. Hon valdes in i parlamentet 2006 genom att besegra kandidaten från NRM, Santa Okot.
Hon blev känd för sitt arbete med att rädda Mabiraskogen i Uganda, som presidenten, Yoweri Museveni, och regeringen beslutat sälja till sockerbolaget Scoul för nedhuggning, konvertering till sockerrörsplantage och av dessa en etanolproduktion. Atim kämpade tillsammans med bland annat National Association of Professional Environmentalists för att stoppa avverkningen, och organiserade en bojkott av Scouls socker, samt lyckades få kungen att erbjuda annan odlingsmark. Hennes arbete har lett till flera miljöpriser.
2007 demonstrerade omkring 100 000 ugandier mot presidenten och militären för att rädda skogen i den demonstration som kallades "Save Mabira Crusade", och som resulterade i tre personers död och många skadade. Som ett resultat belägrades Atim Anywars hem av militär och polis, och hon fängslades för terrorism. Hon beskrev att "Mitt liv är inte säkert. Jag är alltid skuggad och min telefon är avlyssnad. Jag vågar aldrig äta ute." Demonstrationen gjorde dock att olika grupper enades, och att visst samarbete mellan dessa uppstod.